# Psalmodie

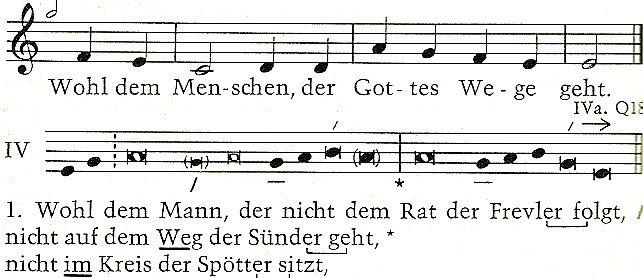
Antifoon en psalmodie in de 4e toon op Psalm 1 uit Gotteslob (1975)

Een psalmodie is een zangwijze of melodieformule volgens welke de psalmen sinds de 9e - 10e eeuw gezongen werden in het officie van de Rooms-Katholieke Kerk.

## Rangschikking en gebruik
Psalmodieën werden gerangschikt naar de 8 kerktonen volgens hun slottonen. Bovendien heeft elke psalmtoon een bepaalde reciteertoon. Deze psalmtoon bestaat uit:
- het begin (initium)
- de tenor (dezelfde toon voor een aantal woorden, ook tuba, of tonus currens genoemd)
- het halfslot (mediatio, of middencadens)
- de tenor voor de 2e helft
- de slotcadens (terminatio).

Behalve in het gezongen officie wordt de psalmodie nog gehandhaafd in het gezongen magnificat, benedictus, in de introïtus, het offertorium en de communio.